# Афраний Ганнибалиан
Афра́ний Ганнибалиа́н (или Аннибалиан) (лат. Afranius Hannibalianus) — государственный деятель Римской империи конца III века.

## Биография
Считается, что Ганнибалиан происходил из восточных провинций Римской империи. По всей видимости, был выходцем из всаднического сословия, на что указывает принадлежность его к рангу vir eminentissimus. Известно, что Ганнибалиан служил в армии ещё при императоре Пробе. После смерти Проба, вероятно, был включен в состав сената.
В промежутке между 286 и 292 годом заминал должность префекта претория — до реформ Константина I эта должность была военной, и Ганнибалиан командовал войсками. Очевидно, он служил в качестве префекта претория на западе, у императора Максимиана Геркулия, и участвовал в победах над варварами. В 292 году находился на посту ординарного консула вместе с Юлием Асклепиодотом. В 297—298 годах Ганнибалиан был префектом города Рима.
Возможно, был женат на Евтропии, которая развелась с ним и вышла замуж за императора Максимиана (не позже 287—288 годов). От первого брака Евтропия родила Феодору, ставшую впоследствии второй женой императора Констанция I Хлора. Среди потомков Афрания Ганнибалиана были Ганнибалиан Старший (внук) и Ганнибалиан Младший (правнук).